# NGC 3653
NGC 3653 este o emission-line galaxy⁠(d) situată în constelația Leul. A fost descoperită în 10 aprilie 1785 de către William Herschel.